# Casa Pia de São Joaquim
A Casa Pia de São Joaquim é uma instituição filantrópica brasileira, sediada em Salvador. Foi fundada em 1799 pelo franciscano irmão Joaquim Francisco do Livramento como um asilo para meninos órfãos e indigentes, onde receberiam sustento, educação e preparo profissional. Seu prédio histórico é o antigo noviciado jesuíta, construído no início do século XVIII, que inclui uma igreja com rica decoração interna. Após a expulsão dos jesuítas do Brasil em 1759, o complexo foi abandonado, sendo destinado ao orfanato em 1822 e inaugurado em 1825 com o nome de Casa Pia e Colégio dos Órfãos de São Joaquim. O prédio foi tombado pelo Instituto Nacional do Patrimônio Histórico e Artístico (IPHAN) em 1938 e faz parte do Centro Histórico de Salvador, Patrimônio Mundial da UNESCO. Em 2004 deixou de ser orfanato, assumindo a atual denominação e tornando-se uma escola de ensino fundamental, além de ceder espaços para eventos culturais, artísticos, sociais e corporativos.

## Sede
Casa Pia está localizada ao norte do centro histórico de Salvador. O complexo estava originalmente localizado diretamente na Baía de Todos os Santos, mas sua localização à beira-mar foi perdida devido a sucessivos projetos de aterros e ao desenvolvimento comercial. O complexo agora fica atrás de uma pequena praça na Avenida Jequitaia; a praça também funciona como um estacionamento. O complexo fica na base de uma área montanhosa, com resquícios de vegetação, que leva ao interior da Península de Itapagipe. O complexo edificado foi tombado pelo IPHAN em 1938. Tanto a estrutura quanto seu conteúdo foram incluídos na diretiva IPHAN sob a inscrição número 227.
A edificação ocupada pela Casa Pia de São Joaquim está ligada à história da Companhia de Jesus no Brasil. Domingos Afonso Sutão, um rico bandeirante, doou terras aos jesuítas, que construíram um noviciado no local em 1704, chamado Noviciado da Anunciada da Jequitaia. Uma escola, capela e instalação de captação de água na encosta foram construídas a partir de 1709; um francês, Charles Bellaville, projetou o complexo. O complexo se desenvolveu em torno de um grande claustro quadrado em dois andares. O noviciado serviu como ponto de encontro para 124 jesuítas que deixaram a Bahia em 1760 como parte da expulsão dos jesuítas do Brasil. O noviciado tornou-se propriedade do estado no mesmo ano.
A Casa Pia têm as características da arquitetura jesuíta da Bahia do século XVIII. A capela é composta por uma nave única. A construção do edifício é em alvenaria de pedra com escada e vários elementos de pedra lioz de Portugal. De modo não habitual, ocupa um lado do claustro, com o eixo da nave paralelo à fachada principal. Há duas torres no topo da fachada romana com frontão clássico ladeado por volutas. Já teve corredores; foram substituídos pela galeria do claustro (galeria e tribunas sobrepostas). A capela possui três arcos, sobrepostos por arquibancadas ao invés de coros. Separadamente, o plano e a fachada são influenciados pelas igrejas paroquiais (matriz) e irmandades do início do século XVIII.

## História

### Primeiros anos
Em 1796, estando de passagem em Salvador, o irmão Joaquim do Livramento constatou o grande número de meninos indigentes pelas ruas, idealizando a criação de "um hospital público e um seminário para os inocentes". A ideia recebeu o apoio da Arquidiocese de Salvador e de vários próceres locais, principalmente comerciantes, e munido de um documento passado pelo juiz de fora e firmado por vereadores e pelo procurador do Senado da Câmara, comprovando a existência dos miseráveis e a necessidade de uma instituição para seu recolhimento, irmão Joaquim dirigiu-se a Lisboa, onde pretendia obter a licença régia para a fundação, mas não teve sucesso.

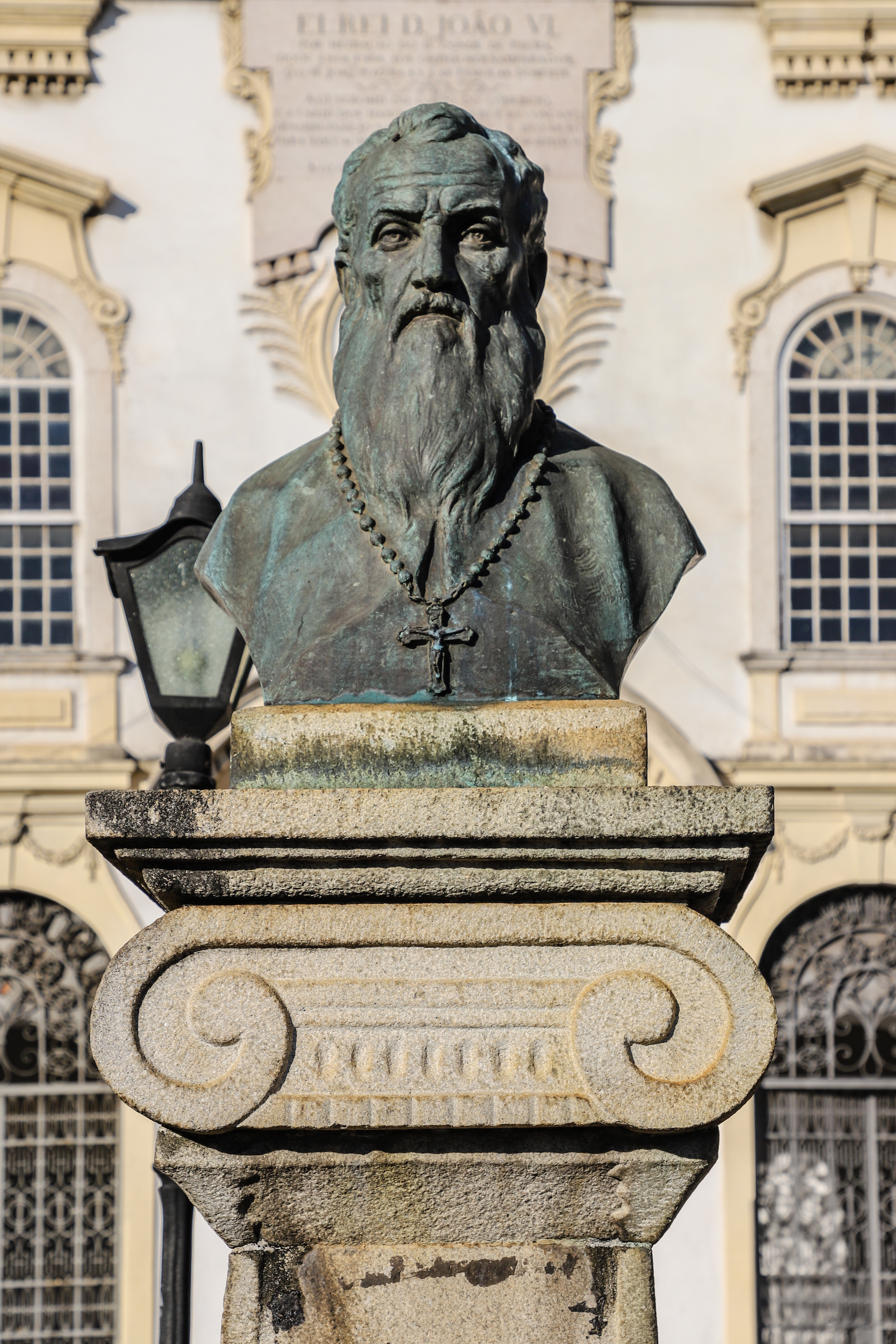
Detalhe da herma em homenagem ao irmão Joaquim instalada diante da Casa Pia

Voltando à cidade em 1798, já começou a angariar doações, obtendo a primeira do casal Teodoro Gonçalves da Silva e Ana de Souza Queirós e Silva, e no mesmo ano uma petição assinada por 47 pessoas ilustres foi dirigida à rainha d. Maria I para que concedesse a licença, que chegou no início do ano seguinte, reconhecendo a utilidade pública do projeto e recomendando ao governador da Bahia que amparasse os esforços. O reconhecimento da rainha fez com que as doações se multiplicassem.
Seguindo uma sugestão do casal Silva, irmão Joaquim pretendia instalar o orfanato no prédio do antigo noviciado jesuíta, que estava abandonado desde 1760, mas não obteve a licença para isso. Para resolver o impasse sobre a sede, com a verba das doações irmão Joaquim comprou uma casa próxima à Capela de São José do Ribamar, na freguesia de Santo Antônio Além do Carmo, onde instalou em 16 de agosto de 1799 a Casa de Órfãos da Bahia, a origem da instituição atual.
A Casa de Órfãos prosperou e em 1803 recebeu um atestado do Capítulo Metropolitano reconhecendo o cuidado que irmão Joaquim dispensava aos meninos, a quem era administrada alfabetização e instrução básica em religião e moral, e depois eram enviados a mestres profissionais para treinamento em ofícios, através dos quais poderiam mais tarde levar uma vida digna e útil à sociedade. A preparação profissional também serviria para aliviar a crônica carência de mão-de-obra qualificada em Salvador. Segundo Alfredo Rodrigues Matta, "podemos afirmar que a Casa de Órfãos da Bahia, do irmão Joaquim, foi a primeira instituição no Brasil a ter um projeto pedagógico e profissional, voltado para marginais e membros das classes trabalhadoras. A primeira instituição onde o triângulo escola-profissão-trabalho foi considerado em seu conjunto".
Em 1804 o vice-rei d. Fernando José de Portugal cedeu à Casa de Órfãos o usufruto da Capela de São José do Ribamar e seu patrimônio, composto de seis casas, e em 14 de janeiro de 1807 o príncipe regente d. João confirmou a autorização para o funcionamento, nomeou oficialmente irmão Joaquim como diretor da instituição, e doou para ela a Capela de São José. Nesta data havia 40 menores recolhidos. Em dezembro de 1808, por solicitação de irmão Joaquim, a gestão da obra foi transferida para a Arquidiocese, quando seu nome foi alterado para Casa Pia de Órfãos de São José.

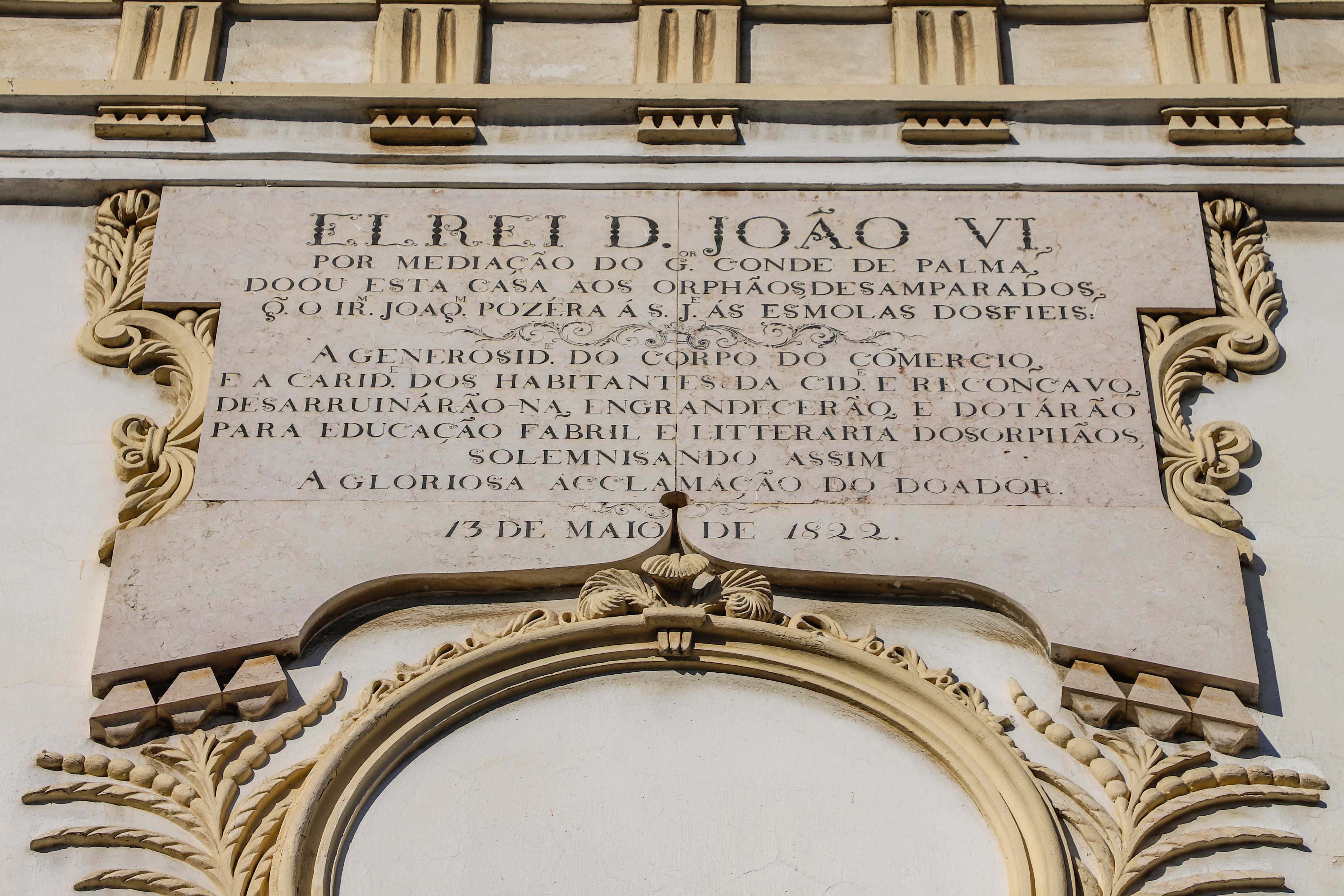
Inscrição na fachada da igreja datada de 13 de maio de 1822 comemorando a doação do prédio do noviciado, celebrando a generosidade de d. João VI e dos comerciantes baianos e a caridade dos outros doadores

Em 1811 notícias na imprensa dizem que tinha 24 órfãos internos e cinco pensionistas não órfãos, que recebiam educação em primeiras letras, gramática latina e música. Em julho de 1818 d. Francisco de Assis Mascarenhas, governador da Bahia, foi nomeado por d. João como primeiro provedor da Casa Pia, sendo incumbido de revigorar a instituição. Ele solicitou a doação do edifício do noviciado jesuíta para o orfanato, e com apoio da classe mercantil incentivou novas doações monetárias. Em 31 de julho d. João retirou a administração da Arquidiocese e entregou-a para o governo provincial. A primeira Mesa Administrativa foi eleita em 12 de abril de 1819, tendo como presidente Antonio Vaz de Carvalho. Os estatutos provisórios foram aprovados em 17 de fevereiro de 1821. Pouco depois d. João fez uma doação de quarenta contos de réis, autorizou que recolhesse uma loteria de quatro contos anuais por seis anos e em 13 de maio de 1822 oficializou a doação do noviciado jesuíta para a Casa Pia, determinando que a verba concedida fosse usada no restauro e adaptação do prédio. As obras custaram de fato oitenta contos de reis, valor complementado por doações de particulares.

### Império

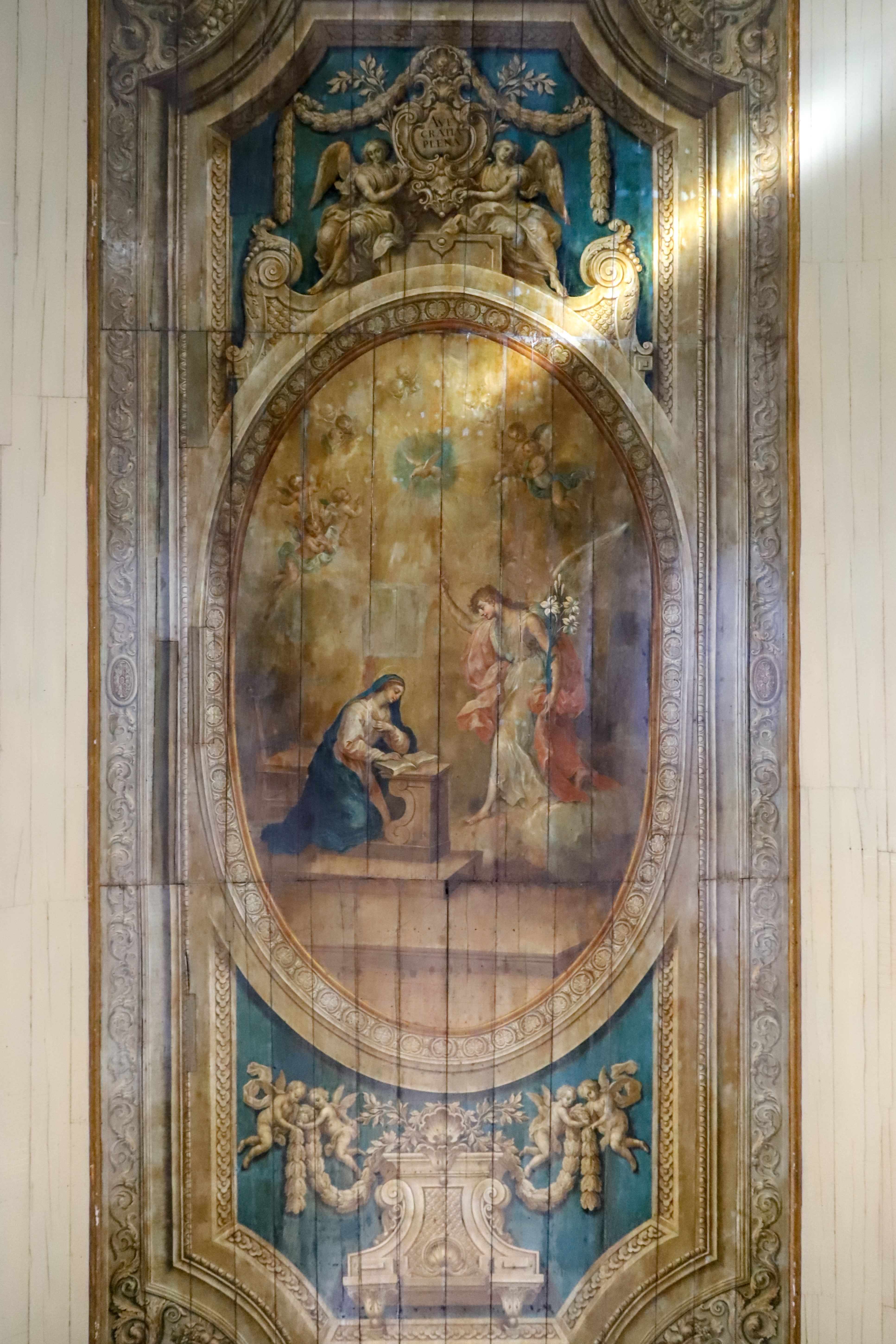
O forro pintado por José Teófilo de Jesus

Em 12 de outubro de 1825 eram inauguradas solenemente as novas instalações da Casa Pia, quando seu nome foi outra vez alterado, passando a ser Casa Pia e Colégio dos Órfãos de São Joaquim, homenageando seu fundador irmão Joaquim. Uma herma foi instalada em sua memória. Em 30 de outubro de 1828 foram aprovados os estatutos oficiais, tendo como patrono o imperador d. Pedro I.
O edifício foi significativamente alterado neste período. Um muro foi construído para proteger o prédio do mar, que chegou ao local na época. Uma capela mortuária foi adicionada. José Teófilo de Jesus completou uma pintura no teto da igreja em 1826, representando a Anunciação da Virgem Maria. A captação de água dos jesuítas foi convertida em banheiros do orfanato.
Durante o Império, apesar de atravessar alguns períodos de crise financeira, a Casa Pia continuou recebendo forte apoio do governo. Em 1829 d. Pedro I lhe concedeu mais 6 anos de loteria, em 1831 foi incumbida de administrar os bens do Hospício de Jerusalém e em 1837 os das irmãs de Santa Teresa, com direito de usufruto das suas rendas, em 1844 a Assembleia Provincial concedeu-lhe 12 anos de loterias, sendo duas por ano, e em 1858 concedeu mais 20 anos. Depois foi instituída uma subvenção governamental permanente, embora legalmente continuasse a ser uma instituição de direito privado. Em 1863 tinha 89 órfãos internos e 120 aprendendo diversos ofícios com particulares. Neste ano os estatutos foram reformados, minimizando a importância da instrução religiosa e enfatizando o preparo profissional.

### República

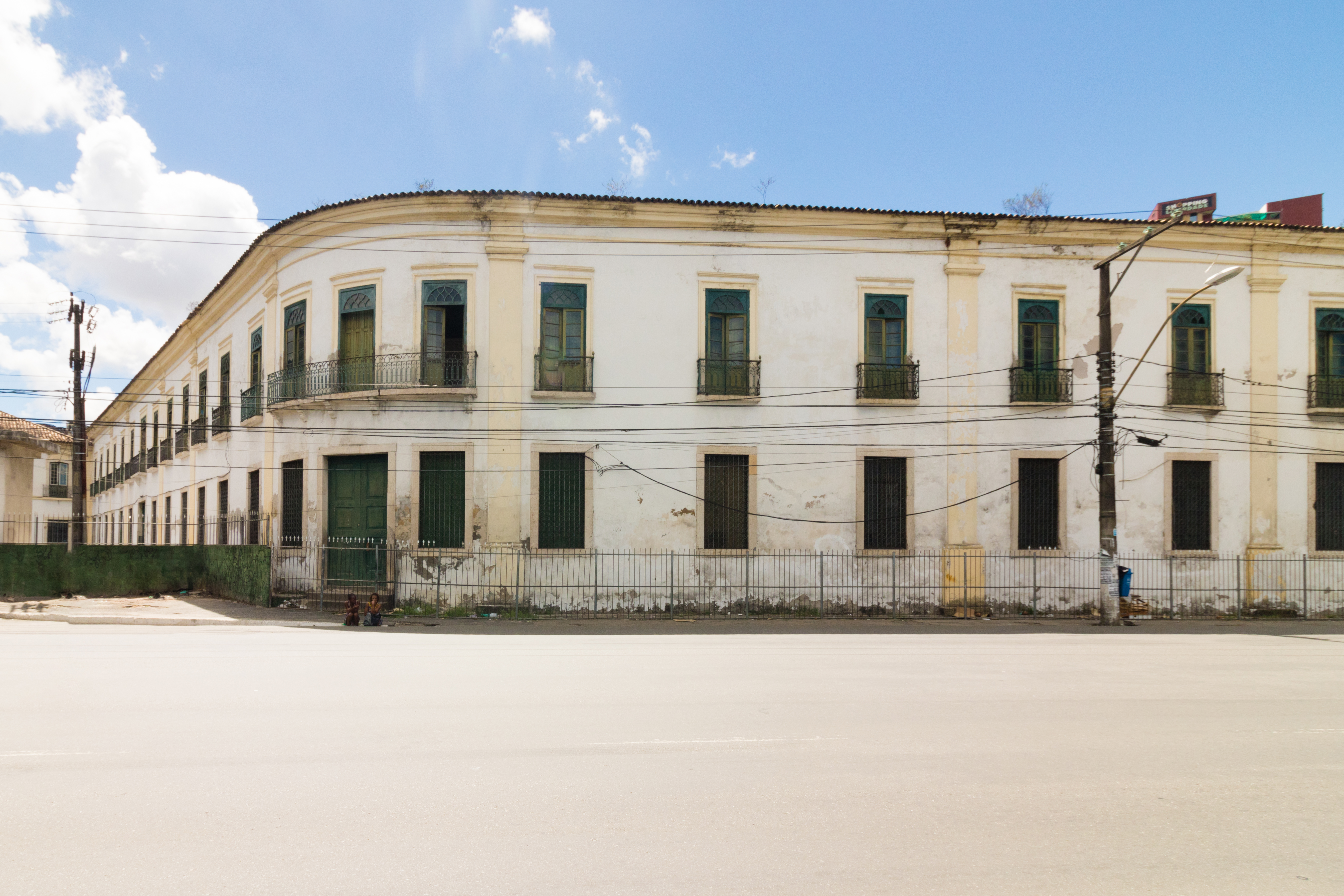
Uma das alas da Casa Pia

Com a proclamação da República em 1889, a forte vinculação da instituição ao governo imperial lhe trouxe alguns problemas, apesar das promessas oficiais de que tudo permaneceria como antes. Em 1890 as verbas concedidas pelo Estado passaram a requerer exame de vida prévia dos candidatos à admissão. Isso foi considerado uma intrusão indevida do governo nos assuntos internos e desencadeou uma controvérsia, vários membros da Mesa Administrativa deixaram de comparecer às sessões, e toda a Mesa renunciou em 1894. Os relatórios do governo deixam de ser incluídos nas atas, a Mesa estava desfalcada, o número de internos foi reduzido, seu encaminhamento para o aprendizado em ofícios ficou complicado, e o subsídio oficial foi cortado em 1906. Em 20 de março de 1910 a Casa Pia enviou o último relatório à Câmara dos Deputados e em 29 de agosto foram aprovados novos estatutos, onde o Estado permaneceria apenas como consultor, e a Casa Pia deixava de ser obrigada a prestar contas ao governo. Apesar de todos os problemas, até 1910 mais de 70% dos internos saía da instituição com emprego garantido.
A instituição manteve seu perfil de orfanato até 2004, quando passou a ser uma escola de ensino fundamental de turno integral, atendendo gratuitamente cerca de 200 crianças entre 2 e 5 anos e em situação de vulnerabilidade. Seu nome mudou para Casa Pia de São Joaquim. É mantida através de doações e com a receita arrecadada na locação de espaços no prédio histórico para eventos sociais, culturais, acadêmicos e corporativos. Em 2009 foi certificada como entidade beneficente de assistência social. Em anos recentes foram realizados projetos de restauro de obras do seu acervo artístico, requalificação dos espaços históricos para permitir visitação pública e expansão nos espaços dedicados ao ensino.